# Första asylland
Ett första asylland är ett land i vilket en asylsökande redan har erhållit asyl (eller motsvarande skydd) och tillåts resa in.
Enligt asylprocedurdirektivet inom Europeiska unionen kan en medlemsstat neka att pröva en asylansökan om ett land utanför unionen kan betraktas som första asylland. I så fall ska den asylsökande utvisas till landet i fråga. Syftet bakom direktivets bestämmelse är att en medlemsstat inte ska behöva ge skydd åt en person som redan har fått fullgott skydd i ett annat land.
Principen om första asylland ligger även till grund för Dublinförordningen, som föreskriver att den medlemsstat där en asylsökande först har inlämnat en asylansökan eller på annat sätt har registrerats ska pröva ansökan. Asylsökandes fingeravtryck lagras i databasen Eurodac i syfte att enklare kunna fastställa vilken medlemsstat som är ansvarig för att pröva en asylansökan inom unionen.